# Loma San Rafael
Loma San Rafael är en ort i Mexiko.   Den ligger i kommunen San Juan Bautista Valle Nacional och delstaten Oaxaca, i den sydöstra delen av landet, 300 km sydost om huvudstaden Mexico City. Loma San Rafael ligger 524 meter över havet och antalet invånare är 318.
Terrängen runt Loma San Rafael är kuperad åt nordost, men åt sydväst är den bergig. Runt Loma San Rafael är det ganska glesbefolkat, med 38 invånare per kvadratkilometer. Närmaste större samhälle är San Juan Bautista Valle Nacional, 15,1 km söder om Loma San Rafael. I omgivningarna runt Loma San Rafael växer i huvudsak städsegrön lövskog.